# Pentacalia cuatrecasana
Pentacalia cuatrecasana là một loài thực vật có hoa trong họ Cúc. Loài này được S.Díaz mô tả khoa học đầu tiên năm 1996.